# Romeynshof (stacja metra)
Romeynshof – stacja metra w Rotterdamie, położona na linii A (zielonej). Została otwarta 28 maja 1983. Stacja znajduje się w dzielnicy Ommoord.